# Rytířský řád svatého Václava
Rytířský řád svatého Václava (latinsky Equester ordo Sancti Wenceslai, zkratka EOSW), je samozvaným rytířským řádem. Jde o spolek zapsaný podle českého právního řádu, který se identifikuje jako sekulární laická organizace s křesťanským zaměřením, založená roku 1994 v Česku. Sídlem spolku je Svijanský zámek.

## Status
Organizace byla zaregistrována Ministerstvem vnitra České republiky 4. července 1994 jako občanské sdružení, od 1. ledna 1999 jako mezinárodní nevládní organizace, která je nástupcem dosavadního občanského sdružení. Sdružení není církevním řádem, nýbrž sekulární laickou mezinárodní organizací s důrazem na římskokatolické zaměření.
V čele organizace stojí velmistr Milan Rýdlo, kancléřem je David J. Klíma uvedený s chudenickou adresou. Organizace používá rozsáhlou symboliku čerpající z rytířských tradic, řádový plášť nosí členové jen při řádovém obřadu jednou ročně. V listopadu 2011 měl řád 58 členů.

## Činnost
Svou hlavní činnost řád vymezuje jako duchovní a charitativní. Dle webových stránek organizace „[p]osláním řádového společenství Rytířů sv. Václava je po stránce duchovní napomáhat při prosazování křesťanských principů v pojetí římskokatolickém. Bránit Evropu i západní civilizaci před sektami a nadměrným vlivem importovaného radikálního náboženství. Aktivně se zapojovat do činností římskokatolických farních společenství. Učit se a prohlubovat svatováclavskou spiritualitu s důrazem na světcovo duchovní poslání. Po stránce charitativní pomáhat zejména dětem žijícím v dětských domovech a opuštěným, starým a nemohoucím seniorům.“